# (221516) Bergen-Enkheim
(221516) Bergen-Enkheim est un astéroïde de la ceinture principale, de la famille de Hungaria.

## Description
(221516) Bergen-Enkheim est un astéroïde de la ceinture principale, de la famille de Hungaria. Il présente une orbite caractérisée par un demi-grand axe de 1,92 UA, une excentricité de 0,11 et une inclinaison de 17,9° par rapport à l'écliptique.

## Compléments